# Zamach stanu w Polsce (1919)
Zamach stanu w Polsce w 1919 roku (zamach Januszajtisa, pucz Januszajtisa) – nieudany zamach stanu przeprowadzony w nocy z 4 stycznia na 5 stycznia 1919 przez środowiska prawicowe, który miał na celu obalenie rządu Jędrzeja Moraczewskiego. Inicjatorami byli m.in. pułkownik Marian Januszajtis-Żegota oraz książę Eustachy Sapieha.

## Przyczyny zamachu stanu
- Utworzenie przez Józefa Piłsudskiego lewicowego rządu składającego się z reprezentantów PPS i PSL „Wyzwolenie” z Jędrzejem Moraczewskim jako premierem, wbrew złożonej ustępującej Radzie Regencyjnej obietnicy utworzenia Rządu Jedności Narodowej.
- Socjalistyczne zmiany dokonywane przez rząd Moraczewskiego, m.in. uformowanie państwowej Milicji Ludowej, ustanowienie powiatowych Komisarzy Rządu Ludowego.
- „Oddolne” ruchy dokonywane przez ww. komisarzy, objawiające się m.in. masowym zastępowaniem herbów państwowych orłem bez korony, usuwaniem krzyży ze ścian państwowych budynków.
- Nasilanie się w społeczeństwie nastrojów rewolucyjnych, milczenie władz w sytuacji rosnącej liczby przykładów naruszania własności prywatnej (samowolne przejmowanie zarządu fabryk przez robotników, wyganianie właścicieli folwarków przez chłopów).

## Idea zamachu stanu
Idea zrodziła się w środowiskach wojskowych. Przyczyną tego może być fakt, iż w garnizonie warszawskim nie było w tym okresie oddziałów pochodzenia legionowego oraz brak zaufania oficerów do Naczelnika Państwa. W skład utworzonego w konspiracji Komitetu Politycznego weszli głównie przedstawiciele środowisk konserwatywnych i endecji (pomimo tego, że władze endecji próbowały zapobiec temu zamachowi), a na jego czele stanęli m.in. Marian Januszajtis-Żegota, Tadeusz Dymowski, Jerzy Zdziechowski, Witold Zawadzki, Eustachy Sapieha. Do postulatów KP należało m.in. powołanie Rządu Jedności Narodowej z Ignacym Paderewskim na stanowisku premiera, ustanowienie Józefa Hallera Wodzem Naczelnym.

## Przebieg zamachu stanu
Zamach stanu rozpoczął się 4 stycznia 1919 roku o godzinie 23.00 w Warszawie. Spiskowcy wysłali na miasto kompanię podchorążych i formacje Straży Narodowej. Całość sił podzielili na trzy grupy:
- Pierwsza, do której należeli przywódcy spisku, zajęła Ratusz na Placu Saskim (dzisiaj: Placu Piłsudskiego)[potrzebny przypis] z zamiarem ustanowienia tam centrum dowodzenia. W sytuacji braku Romana Dmowskiego i gen. Hallera w Polsce (obaj we Francji uczestniczyli w rozmowach na temat kształtu Traktatu Wersalskiego), Sapieha i Januszajtis-Żegota ogłosili przejęcie władzy nad krajem. Postanowili również wysłać popierającego przewrót gen. Stanisława Szeptyckiego wraz z 21. Pułkiem Piechoty z misją zwiadowczą. Dowiedziawszy się od zbiegłego z Ratusza oficera o sytuacji tam panującej, sam dostał się w ręce grupy buntowników, by zostać następnie uwolnionym przez swoich żołnierzy. Po dotarciu do Ratusza, gen. Szeptycki nie był w nastroju do popierania puczu. Jako najwyższy rangą oficer przejął dowodzenie nad 21. Pułkiem Piechoty i rozkazał mu otoczyć Ratusz. Przywódcy spisku w obliczu oblężenia i utraty głównej siły, która miała ich wspierać i przypieczętować zwycięstwo, postanowili skapitulować.
- Druga grupa została przeznaczona do wzięcia zakładników, którymi byli ministrowie Rządu Jędrzeja Moraczewskiego. W końcowym rozrachunku można uznać działania grupy jako sukces. W wyniku jej działania do niewoli dostali się: premier J. Moraczewski, minister spraw zewnętrznych L. Wasilewski oraz minister spraw wewnętrznych S. Thugutt, którego z początku planowano zamordować.
- Trzecia grupa miała za zadanie pojmać samego Józefa Piłsudskiego. Kolumna członków Straży próbowała opanować Belweder, ówczesną siedzibę Naczelnika Państwa, czyli Piłsudskiego, którego mieli zamiar aresztować; członkowie formacji zatrzymali się dopiero wobec postawy uzbrojonych w broń maszynową i przygotowanych do otwarcia ognia żołnierzy ochrony[2].

## Zakończenie zamachu stanu
Zamach stanu zakończył się bez walki kapitulacją zamachowców. Józef Piłsudski zdecydował się ośmieszyć zamachowców i zamiast uczynić ich męczennikami, zwymyślał ich i puścił wolno.

## Skutki zamachu
- Większość oficerów biorących udział w zamachu pozostała w armii.
- 16 stycznia Piłsudski zmusił rząd Moraczewskiego do rezygnacji; desygnowany przez Naczelnika Państwa premier Ignacy Jan Paderewski, utworzył rząd ponadpartyjny.
- Eustachy Sapieha został w czerwcu 1919 ambasadorem RP w Londynie.
- Marian Żegota-Januszajtis został przeniesiony w stan spoczynku, a do służby czynnej powrócił już w czasie wojny bolszewickiej.